# Andrzej Szymanek
Andrzej Szymanek (ur. 20 maja 1961 w Konopiskach) – polski piłkarz, trener piłkarski. Wychowanek Lotu Konopiska.

## Kariera
Czołowy zawodnik Rakowa Częstochowa w latach 1979–1983. Następnie kontynuował karierę w Górniku Zabrze, lecz z mniejszym powodzeniem. Przeszedł do beniaminka I ligi, Radomiaka Radom w 1985 roku. Strzelił historyczną bramkę w debiucie zespołu w tych rozgrywkach. Następnie grał w Stali Mielec, Broni Radom oraz Jagiellonii Białystok. W 1989 wyjechał do Francji do III ligowego klubu JGAN Nevers. W 1991 powrócił do Konopisk i awansował z zespołem kolejno do V i IV ligi. Został historycznym najlepszym strzelcem klubu (309 bramek), a w sezonie 1992/93 – 49 bramek (awans do IV ligi).
Dwukrotnie wybierany na Radnego Gminy Konopiska. W czasie kariery piłkarskiej grał na pozycji napastnika. W I lidze rozegrał 64 mecze, strzelając 7 bramek.
Jako działacz sportowy wyróżniony między innymi srebrną odznaką Za zasługi dla sportu przez Ministra Sportu Adama Giersza w sierpniu 2010 r.